# Privilegium Minus
Het Privilegium Minus is de aanduiding van een akte uitgegeven door keizer Frederik I Barbarossa op 17 september 1156. Het omvatte de verheffing van het Beierse markgraafschap Oostenrijk tot een hertogdom, dat als erfdeel aan het huis Babenberg werd gegeven. De ontvanger van het Privilegium Minus was Frederiks vaderlijke oom, de Babenberg-markgraaf Hendrik II Jasomirgott. 
Een aangepaste versie was het Privilegium maius, een vervalst document dat in 1358 werd uitgevaardigd door de Oostenrijkse hertog Rudolf IV van Habsburg. Met dit laatste 'privilegium' eiste Rudolf een groot aantal privileges en hoge rechten op, waaronder het recht om de titel aartshertog te voeren (aartshertogdom Oostenrijk). Het document werd niet erkend door keizer Karel IV en kreeg pas rechtsgeldigheid toen de Habsburgse keizer Frederik III het in 1453 officieel goedkeurde. 